# Храм Живоначальной Троицы в посёлке завода Мосрентген
Храм Троицы Живоначальной п. завода Мосрентген - это приходской православный храм в поселке завода Мосрентген Новомосковского округа Москвы. Храм принадлежит к Одигитриевскому благочинию Московской епархии Русской православной церкви.

## История храма
Храм Троицы Живоначальной в деревне Говорово был заложен при М.Ф.Стрешневым . Закончил строительство храма думный дьяк Иванов Автоном Иванович в 1680-х годах, освящение храма состоялось в 1696 году. После окончания строительства деревня Говорово была переименована в село Троицкое.
В 1823 году при помещике И. Н. Тютчеве к церкви пристроили Никольский предел . В XIX веке архитектурный облик храма был несколько изменен с привнесением элементов классицизма.
Более до советского периода о храме не было упоминаний. В советские годы в храме располагались жилые помещения и лаборатория института Физики земли АН СССР. В этот период сильно пострадало внутреннее убранство храма, а фрески были утрачены. 
Богослужения в Троицкой церкви возобновились 14 октября 1993 года, повторно храм был освящен 30 июня 1996 года епископом Григорием Можайским, викарием Московской епархии . 
После открытия храма в нем начались ремонтные и восстановительные работы. В обоих пределах были воздвигнуты иконостасы и кивоты, восстановлена разрушенная колокольня, над входными воротами выстроены арки, территория вокруг храма благоустроена.
В 2003 году при Троицкой церкви открыта часовня святых апостолов Петра и Павла на территории торгово-строительного комплекса "Теплостен". Приписана к Храму Святой Животворящей Троицы в поселке Мосрентген. Часовня каменная, утепленная, расположена на пересечении МКАД, Калужского шоссе и дороги по направлению к поселку Мосрентген.
После реставрации Никольского придела храма Святой Троицы, 27 июня 2010 года было совершино освящение придела. Совершил чин освящения митрополит Крутицкий и Коломенский Ювеналий.